# しゃくなげ (ブランド)
しゃくなげは有限会社ジーエスラインが展開していたPCゲーム（アダルトゲーム）のブランド。

## 概要
2007年8月31日に発売された「任侠華乙女」でデビュー。その後はPCゲームブランドとしては珍しく早いペースで新作を発表している。実際、4作目の「みみをすませば」の発売を1週間ほどに控えた2009年8月21日発売の「テックジャイアン」2009年10月号にて5作目である「ぴゅあらっ！」を発表している。「任侠華乙女」から「ぴゅあらっ!」までを収録した「しゃくなげさよならパック」を1000本限定で2012年2月24日に発売することとブランドを解散することを告知している。

## ブランド名の由来
1作目「任侠華乙女」の開発開始時に、開発スタッフがいくつかの候補をあげたものの、意見がまとまらずに時間だけが過ぎ、結局、借りていたビル(正確には運営元の有限会社アルケミーが入っていたビル)が"しゃくなげビル"だったため、ブランドリーダーが「しゃくなげでいいじゃん！」と言って決まった。

## 発売作品一覧
- 2007年8月31日       - 任侠華乙女(パッケージイラストをリニューアルした廉価版を2008年10月24日に発売)
- 2008年5月30日       - プラゥヴ クルイード
- 2008年12月19日      - オト☆プリ 〜恋せよ!乙女王子様♪ドキドキウェディングベル〜
- 2009年8月28日       - みみをすませば
- 2010年2月19日       - ぴゅあらっ!

## メインスタッフ
- 原画家 - カッコ内は担当作品
  - 双龍(「任侠華乙女」「プラゥヴ クルイード」「みみをすませば」)
  - なるみすずね(「オト☆プリ」「ぴゅあらっ！」/「プラゥヴ クルイード」「みみをすませば」のSDキャラ原画も担当。)
- シナリオライター - カッコ内は担当作品
  - 橘ぱん(「任侠華乙女」「プラゥヴ クルイード」「オト☆プリ」「ぴゅあらっ！」)
  - 沢柾機(「オト☆プリ」)
  - 関町台風(「みみをすませば」)
  - Hatsu(「みみをすませば」)
  - がのす(「みみをすませば」)
  - 中森南文里(「ぴゅあらっ！」)
  - すくわっと＠だいはち(「ぴゅあらっ！」)